# John Couch Adams
John Couch Adams, född den 5 juni 1819 i Cornwall, död den 21 januari 1892, var en brittisk astronom.

## Biografi
Adams blev professor i Saint Andrews 1858 och i Cambridge 1861 samt direktor för observatoriet där. Han delar med Leverrier äran att ha visat nödvändigheten av förekomst av en planet – Neptunus, vilken upptäcktes 1846 – på större avstånd från solen än Uranus. Adams utförde även en del viktiga undersökningar över månens rörelser och meteorsvärmar.
Adams var Fellow of the Royal Society och var i två omgångar, 1851–1853 respektive 1874–1876, president för Royal Astronomical Society. Han invaldes 1851 som ledamot av Akademie der Wissenschaften zu Göttingen, 1872 som utländsk ledamot av Kungliga Vetenskapsakademien och 1883 som associerad ledamot av National Academy of Sciences.

## Eftermäle
Adams tilldelades 1848 Copleymedaljen och 1866 Royal Astronomical Societys guldmedalj.
Nedslagskratern Adams på månen och asteroiden 1996 Adams är uppkallad efter honom.